# 北京官話新舊約全書
《北京官話新舊約全書》，是19世纪70年代由在北京的几个外国传教士翻译的官话圣经，是和合本诞生之前的白话文圣经，也是白话文中第一部完整的新旧约圣经。在一些唯钦定本主义者的推动下，2014年，该圣经被重印出来，并更名为“京委本圣经”。

## 译者
这个译本的翻译者有：
白汉理、包约翰、艾约瑟、施约瑟、丁韪良、施约瑟。

## 出版发行
1872年新约圣经、1874年旧约圣经、1878年《北京官话新旧约全书》、1899年修订本。
2011年简体本、2014年重印本。

## 简介
这个译本是施约瑟（Samuel J. I. Schereschewsky）、白汉理（Henry Blodget）、包尔腾（John S. Burdon）、艾约瑟（Joseph Edkins）、丁韪良（W.A.P. Martin）存留至今的译作。当时这五人组成了北京翻译委员会，共同着手将圣经翻译成中文，这就是著名的北京官话本新旧约全书。他们五人聚在一起开启这一伟大事工的时候，中国广大的知识分子使用的还是文言文，普通民众根本看不懂，因此他们选择了官话，就是当时北京地区的民众语言，是百姓能看懂的话。所以，此圣经译本，不但满足了广大底层民众的需要，也将中国的语言精髓完美地保存了下来。上述五人真的精通圣经言语和白话文，他们的译本不但准确，而且合乎中文习惯，所以保存了圣经的意图和意思。五人的辛劳产生了很大的影响，之后每一个重要的白话文译本都采用此巨作作为自己的源泉，而且都未偏离它的技巧与结构。此圣经译本是近代中文圣经的先驱，要比后来的官话译本早三十多年。该委员会在1872年将新约译完，1874年将旧约译完。1899年，他们修订了旧约，1902年，又修订了新约。

关于God的翻译，该委员会一致使用“天主”。他们认为，希腊文中的theos与希伯来文中的elohyim在汉语中的最佳译名是“天主”。该委员会接受此译名，只因它的意思是正确的，他们并没有因为天主教使用此译名就畏缩。虽然该委员会希望这个译名被所有基督徒采用，但他们发现，使用哪个术语表示God的争论，终究也争不出什么结果。因此，美国圣经协会（该委员会的支持机构）允许后来的版本使用不同的译名。

## 翻译源头
此译本的翻译，旧约是直接源于希伯来语马所拉文本（Masoretic Text），新约是源于希腊语公认文本（Textus Receptus）翻译来的，保证了对源文圣经的准确和一致性。

## 京委本与和合本圣经差异经文举例

### 一、 对救恩教义的影响：
京委本：西1:14我们因爱子得蒙救赎、赦免罪恶、这都是靠他流血之功。
和合本：西1:14我们在爱子里得蒙救赎，罪过得以赦免。
漏译："因他的血"（圣经希伯来书9:22：……若不流血，罪就不得赦免。）
京委本：加3:17 我说、天主指着基督预先所立定的约不能被那四百三十年后的律法废掉，以致所应许的归于虚空。
和合本：加3:17 我是这么说：神预先所立的约，不能被那四百三十年以后的律法废掉，叫应许归于虚空。 
漏译："指着基督"（一切约指向的对象都是“基督”）

### 二、 对基督神性教义的影响：
京委本：约6:69 我们又信、又知道你是基督、是永生天主的子。
和合本：约6:69 我们已经信了，又知道你是神的圣者。
误译："儿子"误译为"圣者"（圣者，只有人性，无法表达神性）

### 三、 对三一神教义的影响：
京委本：
　　约壹 5:6 用水和血到世上来的这天主的儿子耶稣基督、不但用水、乃是用水又用血、并有圣灵作见证。圣灵是真实的。
　　7 在天上作见证的有三、就是父、与道、与圣灵。这三乃是一。
　　8 在地上作见证的有三、就是圣灵、水和血。这三都是归于一。
和合本：
　　约壹 5:6 这藉着水和血而来的，就是耶稣基督；不是单用水，乃是用水又用血， 
　　7 并且有圣灵作见证，因为圣灵就是真理。
　　8 作见证的原来有三，就是圣灵，水，与血。这三样也都归於一。
拆分第6节，漏译第7节：“在天上作见证的有三、就是父、与道、与圣灵。这三乃是一。在地上”原文有天上和地上的对照，就是天主三位一体的教导。

### 四、 对耶酥为童女所生教义的影响：
京委本：路2:33 约瑟和耶稣的母亲听见这话、就诧异。
和合本：路2:33 孩子的父母因这论耶稣的话就希奇。 
误译："约瑟和耶稣的母亲"误译为"孩子的父母"（约瑟不是耶稣的父亲）

### 五、对在基督耶稣里生命的正确状态：
京委本：罗8:1 所以、凡有属乎基督耶稣、不顺从情欲、只顺从圣灵的、就必不定罪了。
和合本：罗8:1 如今，那些在基督耶稣里的就不定罪了。
漏译：真正属乎基督耶稣的生命状态，是：不顺从情欲、只顺从圣灵的。

### 六、对耶稣基督道成肉身的见证忽略：
京委本：约壹4:3 凡灵不认耶稣基督是成人身降生的、就不是出乎天主的、乃是敌基督的。你们也听见那灵必要来、如今已在世上了。
和合本：约壹4:3 凡灵不认耶稣，就不是出于神，这是那敌基督者的灵。你们从前听见他要来，现在已经在世上了。
漏译：基督是成人身降生的；这也是异端可以钻空子不承认耶稣是完全的人的地方。

### 七、对因“爱”称义的误译：
京委本：约壹4:19 我们爱主、因为主先爱我们。
和合本：约壹4:19 我们爱，因为　神先爱我们。 
漏（误）译：“爱”的对象，是主；而不是爱的行为，这也是导致很多教会以为有“爱”的行为就可以称义的错误教导。

### 八、对地狱真实性教导的影响：
京委本：
　　可9:43 倘若你一只手叫你陷在罪里、就砍断了。你短一只手进入永生、强如有两只手落到地狱不灭的火里。
　　44 在那里、虫是不死的、火是不灭的。
　　45 倘若你一只脚叫你陷在罪里、就砍断了。你短一只脚进入永生、强如有两只脚落到地狱不灭的火里。
　　46 在那里、虫是不死的、火是不灭的。
　　47 倘若你一只眼叫你陷在罪里、就挖出来。你短一只眼进入天主的国、强如有两只眼、落到地狱的火里。
　　48 在那里、虫是不死的、火是不灭的。
　　49 因为凡人必被火炼、凡祭物必用盐腌。
和合本：
　　可9:43倘若你一只手叫你跌倒，就把它砍下来！ 
　　44 你缺了肢体进入永生，强如有两只手落到地狱，入那不灭的火里去。 
　　45 倘若你一只脚叫你跌倒，就把它砍下来！ 
　　46 你瘸腿进入永生，强如有两只脚被丢在地狱里。 
　　47 倘若你一只眼叫你跌倒，就去掉它！你只有一只眼进入　神的国，强如有两只眼被丢在地狱里。 
　　48 在那里，‘虫是不死的，火是不灭的。’ 
　　49 因为必用火当盐腌各人
拆分43,45节并漏译原文42,46 两节：在那里、虫是不死的、火是不灭的。（淡化了地狱里真实的描述，改了耶稣强调的重点。）

### 九、 对基督升天教义的影响：
京委本：约16:16 等不多时候、你们就看不见我了、再等不多的时候、你们又要看见我、因为我回到我父那里去。
和合本：约16:16 等不多时，你们就不得见我；再等不多时，你们还要见我。
漏译：因为我回到我父那里去。

### 十、 对基督再来教义的影响：
京委本：太25:13 这样、你们必当儆醒、因为不知道人子什么日子、什么时候临到。
和合本：太25:13 所以，你们要警醒，因为那日子、那时辰，你们不知道。 
漏译：人子临到的日子、时候。（基督临到的日子）

## 争议
唯钦定本主义者认为和合本圣经漏译了一些内容，但是反对唯钦定本主义的人认为可能是钦定本、京委本及背后的公认文本增加了内容。唯钦定本主义者认为和合本对信徒生命成长和研读神的话及应用有很多的影响，但是反对者认为这是主观臆想。和合本一百年来培养出无数忠贞的基督徒，无数人受到其教导、滋养、安慰、鼓励，许多基督徒在文革期间将牢底坐穿也不妥协，文革后继续坚持真理，不与政府合作，兴起家庭教会运动。历史不能重写，唯钦定本主义者不能证明换做是京委本会在过去一百年里做的更好。

## 这本圣经的特色
- 双下划线表示城市、地点、民族。单下划线表示人名。和合本统一使用单下划线。
- 斜体字来表示翻译者增加的内容，是原文没有的。和合本在增补内容下加小圆点（......)。
- 正文中有小标题。
- 书后有脚注，脚注是对正文中某些经文、或短语、或词组的解释。
- 书后有彩色地图，其中的列国分布图非常少见。
- 每卷书前面有引介，类似导言。引介部分体现了唯钦定本主义者的个人观点，比如罗玛书的引介将加尔文主义定为异端，提摩太后书的引介声称钦定本和京委本都是受默示的，可以修正原文圣经，等等。[3]
- 提多书3:5教导受洗重生，翻译为：主拯救我们、并不是因我们有行善的功劳、乃是因主施怜悯、使我们受洗重生、赐我们圣灵复新、我们就得救了。
- 整本圣经使用天主来表示英文的God，使用神来表示英文的god。
- 但是在以赛亚书9:6提到耶稣时用了神，让人迷惑：“必有一婴孩为我们而生、有一子赐予我们、政事为他所肩荷。他名成为奇妙、策士、全能的神、永在的父、和平的君。”

## 參閱
- 圣经译本
- 聖經漢語譯本
- 聖經漢語譯本列表

## 外部連結
- 《中文聖經翻譯史》(聖經．中文．翻譯) （页面存档备份，存于）